# Підлісці (Кременецький район)
Підлі́сці — село в Україні, у Кременецькій міській громаді Кременецького району Тернопільської області України.
Населення — 977 осіб (2007).
На околицях села є Підлісцівське родовище крейди.

## Історія
Перша писемна згадка —9 (18) травня  1438. у зв’язку із наданням Кременецю Магдебурзького права і село довгий час належало Кременецькому замку. 
У переліку замкових сіл та людей при Кременецькому замку (дані за люстраціями 1542, 1545, 1552 рр) Жолоби та Підлісці (12 тяглих, 2 данники, 6 путніх; те ж; 16 дворищ, димів 16, на волі 3 дима);
За переказами, 1651 у Підлісцях перебував Богдан Хмельницький.
Діяли «Просвіта», «Союз українок», Пласт та інші товариства.
На 1936 рік село входило до ґміни Бережці Кременецького повіту.
12 червня 2020 року, відповідно до розпорядження Кабінету Міністрів України № 724-р «Про визначення адміністративних центрів та затвердження територій територіальних громад Тернопільської області», увійшло до складу Кременецької міської громади.
19 липня 2020 року, в результаті адміністративно-територіальної реформи та ліквідації Кременецького (1940-2020) району, село увійшло до складу новоутвореного Кременецького району.
У 2021 році на території села відбувся духовно-історичний фестиваль «Богданова каплиця».

## Населення
За даними перепису населення 2001 року мовний склад населення села був таким:
| Мова       | Число осіб | Відсоток |
| ---------- | ---------- | -------- |
| українська |            | 98,49    |
| російська  |            | 1,31     |
| білоруська |            | 0,2      |

## Пам'ятки
Збереглися козацькі могили.
Є церква Преображення Господнього (1913), Богданова каплиця з криничкою (17 ст., відновлено 1993).
Споруджено пам'ятник воїнам-односельцям, полеглим у німецько-радянській війні (1984), встановлено меморіальну дошку громадсько-політичному діячеві, кооператорові С. Жуку (1998).

## Соціальна сфера
Працюють загальноосвітня школа І-ІІ ступенів, клуб, бібліотека, ФАП.

## Відомі люди

### Народилися
- громадський діяч С. Данилюк,
- доктор біологічних наук Ю. Чорнобай,
- повстанський ватажок Колодка

### Проживали
- громадсько-політичний діяч, кооператор С. Жук.

## Галерея

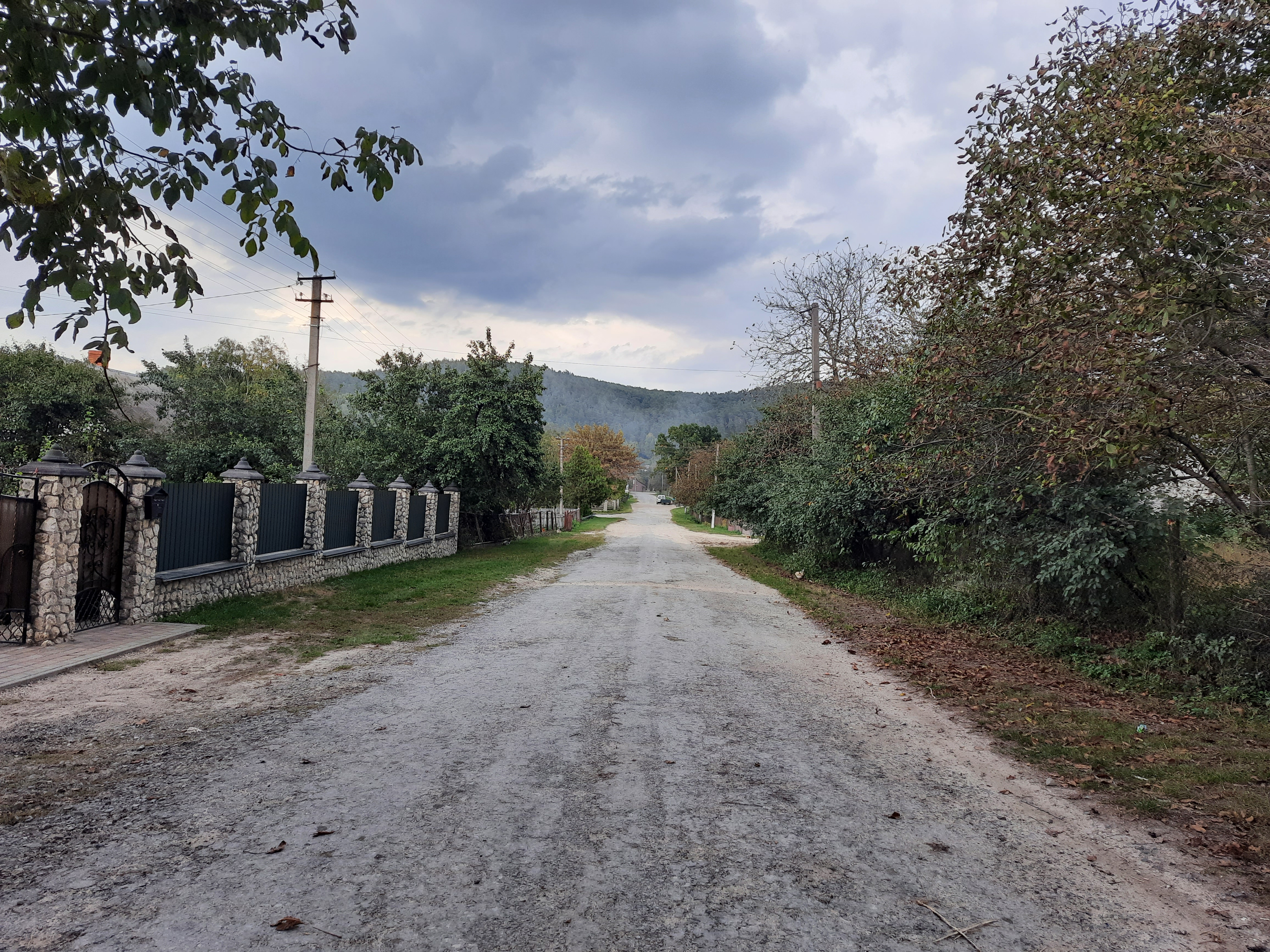
Сільська вулиця
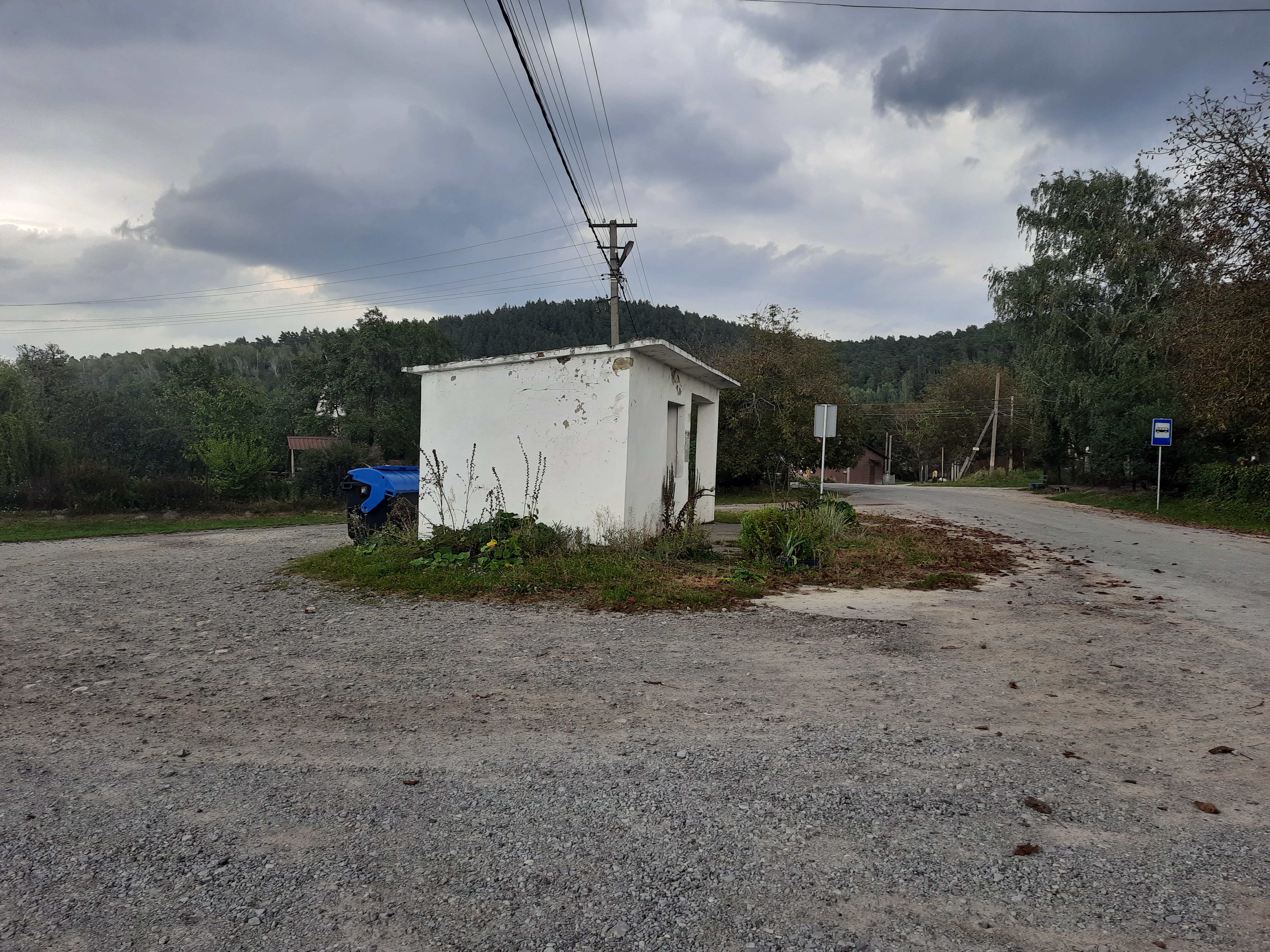
Автобусна зупинка
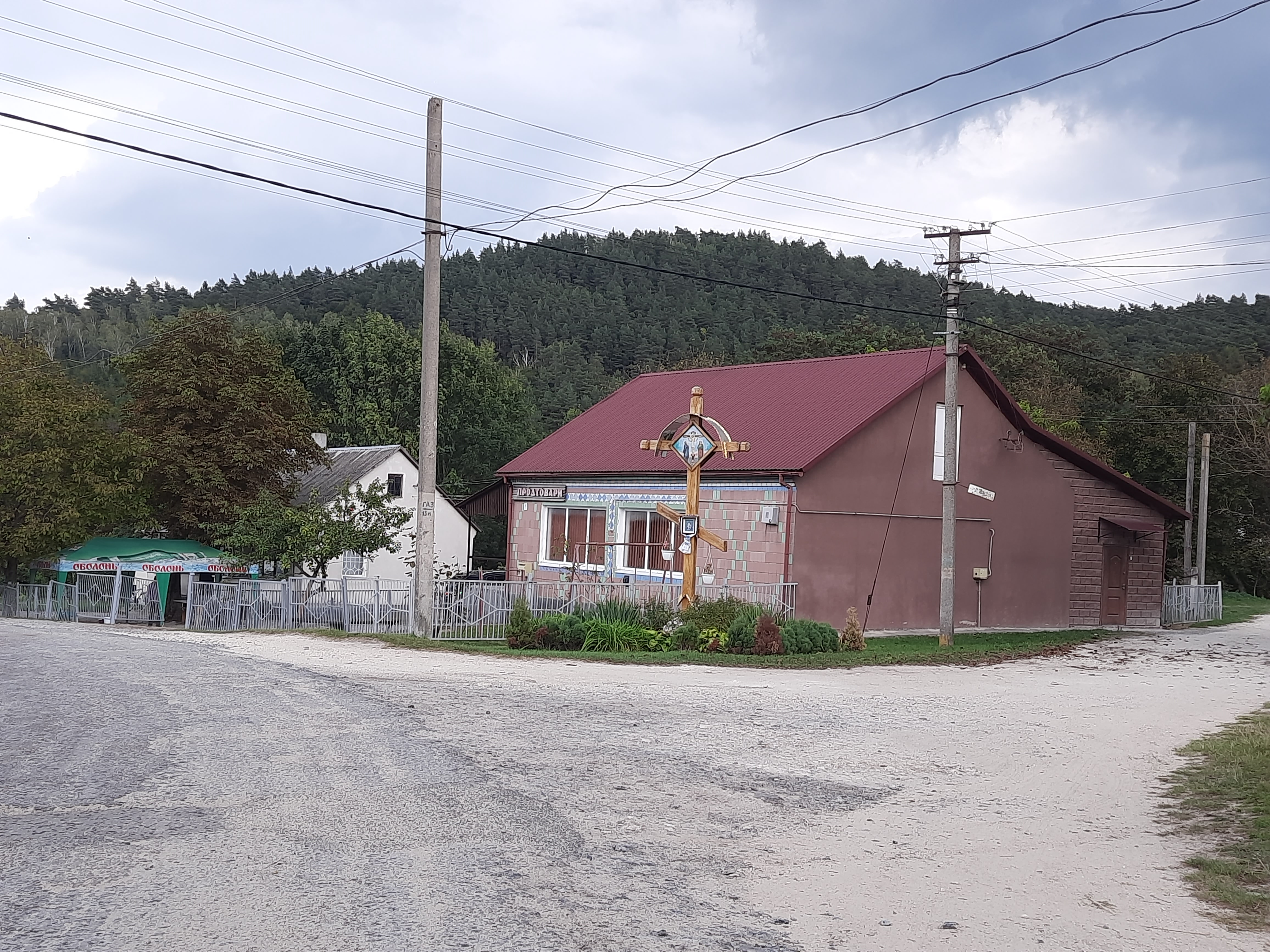
Крамниця
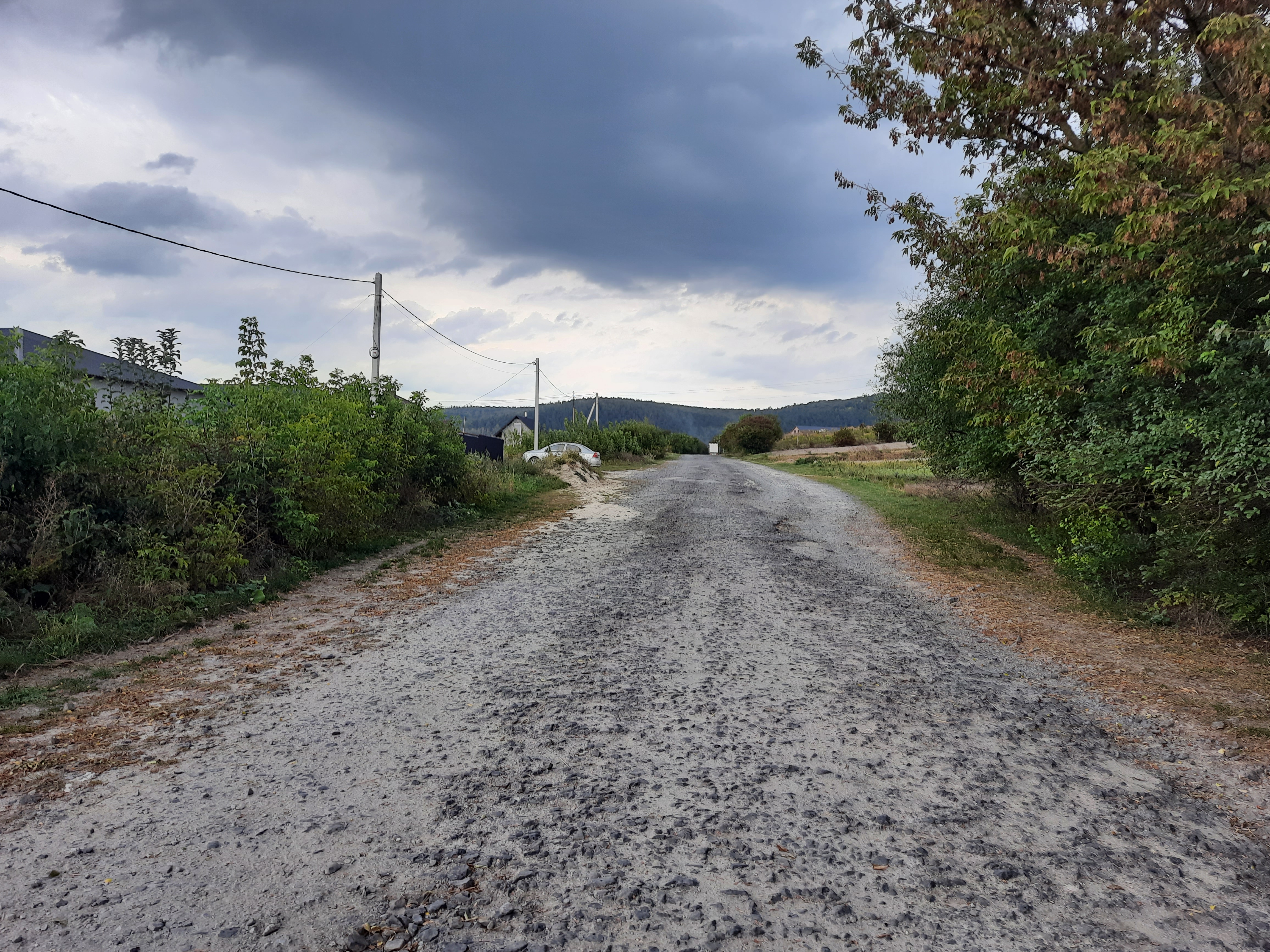
Околиця села